# Schattendorf
Schattendorf (węg. Somfalva, burg.-chorw. Šundrof) – gmina targowa w Austrii, w kraju związkowym Burgenland, w powiecie Mattersburg. Według Austriackiego Urzędu Statystycznego liczyła 2,40 tys. mieszkańców (1 stycznia 2014).

## Współpraca
Miejscowość partnerska:
- Rohrdorf, Niemcy